# Nancy Reagan
Nancy Frances Robbins (6 de juliol de 1921, Nova York, Estats Units- 6 de març de 2016) fou una actriu, esposa del 40è president dels EUA, Ronald Reagan. Fou la primera actriu que va obtenir el títol de Primera dama dels Estats Units d'Amèrica.
Nasqué i s'educà al sud de Nova York, i va graduar-se a la Smith College.